# L'Ombra (DC Comics)
L'Ombra (Shade), alter ego di Richard Swift, è un personaggio dei fumetti creato negli anni quaranta per la National Comics. All'inizio un criminale, ha combattuto contro la versione della Golden e della Silver Age di Flash. Divenne però un mentore per Jack Knight, figlio dello Starman della Golden Age, altro nemico dell'Ombra.
Anche se nei fumetti della Golden Age fu inizialmente fu descritto come un ladro, il personaggio fu reinventato nel 1994 come un ambiguo vittoriano che ottenne la sua immortalità e l'abilità di manipolare le ombre grazie ad un evento mistico inspiegabile. Nel 2009, l'Ombra fu inserita all'89º posto della lista dei più grandi criminali dei fumetti di tutti i tempi indetto dalla IGN.

## Biografia del personaggio

### Pre-Crisi
Fece la sua prima apparizione in Flash Comics n. 33, come avversario del Flash della Golden Age, Jay Garrick. Fu descritto, come è stato descritto nell'incipit, come un ladro in grado di manipolare le ombre con un bastone magico. Combatté sia contro Jay Garrick che contro la sua controparte della Silver Age, Barry Allen. Fu membro di numerose squadre di super criminali, inclusa la Società dell'Ingiustizia, e uno dei tre supercriminali utilizzati per il primo incontro tra i due super velocisti nell'ormai classica storia Flash dei due mondi del 1961, che reintrodusse il Flash della Golden Age nella Silver Age.

### Post-Crisi
Ritorna in ristampa nel 1986, come membro della nuova incarnazione della Società dell'Ingiustizia del Mago. La comparsa successiva avvenne in un flashback di Secret Origins n. 50, del 1989, in cui venne spiegata la storia dell'incontro post-Crisi tra Jay Garrick e Barry Allen.

### Post-Ora Zero
Dopo l'Ora zero, le origini dell'Ombra furono cambiate quasi completamente. Fu collegato retroattivamente ad un "gentleman" inglese di nome Richard Swift, un giovane dell'anno 1838. Una notte, a Londra, Swift venne intrappolato nel mezzo di un'inspiegabile tragedia mistica che uccise 104 persone. Il più immediato degli effetti, fu la perdita della memoria precedente all'incidente. Fortunatamente, una carrozza stava passando da quelle parti e gli diede un passaggio. Il gentiluomo che lo accolse nella sua carrozza si chiamava Piers Ludlow, e gli offrì il suo aiuto raccontandogli il proprio passato. Accettando la sua apparente "gentilezza", Swift fu condotto fino alla casa di Ludlow per poi essere trasportato la sera seguente in un'altra casa. Tuttavia, l'intera faccenda era una trappola: l'intera famiglia Ludlow era composta da assassini e truffatori, e avevano recitato quella scena numerose volte in passato: lo facevano allo scopo di uccidere una persona ricca, e mettevano un barbone morto ammazzato nelle vicinanze per dare l'impressione di una rapina o di un omicidio andati storti. Tuttavia, quando vollero ripetere questo piano su Swift utilizzandolo come capro espiatorio, egli riflessivamente liberò la sua Ombra, uccidendo tutti i Ludlow presenti. Solo un paio di gemelli, assenti dall'escursione, sopravvissero. La sera seguente, Swift incontrò uno dei suoi migliori amici prima dell'incidente: l'autore Charles Dickens.

#### Dopo la tragedia: il trasferimento negli Stati Uniti
Per i decenni successivi, Swift visse relativamente una vita normale, che cambiò quando Rupert Ludlow, uno dei due gemelli sopravvissuti, comparve e lo sorprese in un'imboscata insieme alla sua gang di killers, informandolo della sua futura morte e della crescita esponenziale della famiglia Ludlow. Anche se gravemente ferito, Swift riuscì ad uccidere Rupert, che aveva quindi scoperto la sua immortalità. Dopo di ciò, lasciò l'Inghilterra per cominciare una carriera come avventuriero/assassino/osservatore della vita. Viaggiò per diversi paesi, vivendo numerose avventure. Mentre era in viaggio, incontrò Brain Savage, il supereroe Scalphunter e visitò, per la prima volta, Opal City, dove si stabilì, acquistando un grande immobile e vivendo generalmente in modo agiato, incontrando addirittura Oscar Wilde. Comunque non mise da parte la sua vita di avventuriero, assicurandosi però che avesse sempre una grossa fortuna alla quale tornare. Tuttavia, durante i suoi viaggi, incontrò anche un altro immortale nato dallo stesso incidente e avente quasi i suoi stessi poteri: un nano di nome Culp, che sarebbe divenuto il suo avversario immortale.

#### Il matrimonio con Marguerite Croft
Durante tutte le scappatoie dell'Ombra, fu perseguitato quasi costantemente dai Ludlow, che egli abbatté con poco rimorso, uccidendo numerosi membri della famiglia, prima di incontrare Marguerite Croft, una giovane donna, di cui si innamorò e con la quale si stabilì a Parigi durante gli anni trenta. In realtà Marguerite si dimostrò essere una Ludlow, e tentò di ucciderlo, avvelenandolo. l'Ombra sopravvisse alla tossina, e fu costretto ad uccidere Marguerite, quando gli confessò che anche se lo amava, avrebbe continuato ad attentare alla sua vita come segno di lealtà verso la sua famiglia. Questo lasciò l'Ombra con un senso di depressione generale e non si ri-innamorò mai più. A causa di ciò e della morte di Brian Savage, riprese la sua attività di assassino.

#### La Seconda guerra mondiale e l'arruolamento
Durante la Seconda guerra mondiale, si arruolò e venne inviato al fronte, in Europa. Qui vi trovò anche Culp. Nel corso di una missione, una bomba cadde sopra di loro, spedendo Culp nel corpo dell'Ombra. Ignaro di ciò, ritornò in America dove visitò Keystone City. Questa era la sede della Golden Age dei supereroi, e di tutti loro ne scelse uno per divenire il suo avversario: Jay Garrick, il primo Flash. Per lui, non era più di un gioco, venne influenzato inconsciamente da Culp: tutti i crimini più importanti da lui eseguiti dovevano passare inosservati, truccandoli come incidenti. Quando Garrick andò in pensione si sentì molto triste. Tutto ciò durò fino a quando un altro supereroe, il Ragno , si fece avanti. l'Ombra, curioso delle motivazioni del Ragno, scoprì che era in realtà un criminale che si sbarazzava della concorrenza, e, che per nascita, era anche un Ludlow. l'Ombra salvò Keystone uccidendo il Ragno e salvando Garrick e sua moglie Joan da un tentativo di omicidio. Quando gli fu chiesto il motivo della sua azione, rispose che Jay gli piaceva, in quanto arguto e dotato di un grande senso dell'umorismo.
Durante gli anni sessanta, si alleò temporaneamente con il Dottor Fate per abbattere quelle che sembravano essere imprese criminali di Culp, una mistica organizzazione di matti, i Wise Fools, dall'inglese, i Saggi Folli, che egli desiderava ripetessero il rituale che lo creò, convocando una bolla d'ombra incontrollata e selvaggia. In realtà l'Ombra di Culp che si separava da quella di Swift. Ignaro che la coscienza di Culp si trovava nell'Ombra, lui e Dottor Fate distrussero l'operazione Wise Fools e gettarono la bolla d'ombra in una dimensione vuota.

### Starman
James Robinson decise di utilizzare l'Ombra, assegnandogli un ruolo da protagonista nella nuova serie Starman del 1994. Nella prima storia, Sins of The Father, Jack Knight trovò nell'Ombra un nemico quando rapì suo padre, lo Starman pensionato Ted Knight su ordine del vecchio Mist, desideroso di una resa dei conti. l'Ombra successivamente tradì Mist alleandosi con la Famiglia O'Dare, un clan di ufficiali di polizia che aiutavano Jack in memoria di loro padre, Billy O'Dare, un poliziotto che spesso aiutò il primo Starman nella sua lotta al crimine. l'Ombra, con gli O'Dare, assalì la tana di Mist traendo in salvo Ted Knight. Fuori dagli O'Dare, si fece amico la "pecora nera" della famiglia O'Dare, Matt.
La maggior parte del passato dell'Ombra fu rivelato attraverso alcune voci di un diario incluse nel fumetto di Starman, compreso un numero flashback dal titolo "Tales of Time Past" . Spesso ebbero a che fare con diversi Starman, incluso il vecchio Ted, così come altri personaggi tratti dal mito di Starman come Brian Savage. Su 80 numeri della serie, 10 furono riservati ai "Tempi Passati". "Estratti" dal diario dell'Ombra, spesso rimpiazzavano le colonne di lettere di Starman, aggiungendo frequentemente degli sfondi, correlati alla storia o alle motivazioni delle gesta compiuti dall'Ombra. Questi estratti vennero scritti in una forma poetica, in opposizione allo stile più tradizionale dei fumetti, con illustrazioni occasionali, e come parte di un diario, scritto personalmente dall'Ombra.
l'Ombra ebbe un ruolo attivo in un'avventura che coinvolse Jack Knight nella lotta contro un demone nascosto in un poster che afferrava gente innocente per trasportarla all'Inferno. l'Ombra, come sempre, desiderava la pace per Opal, e non gli piaceva Merritt, il guardiano umano del poster, che ottenne l'immortalità per la sua protezione, divenuto successivamente fonte di ispirazione per il romanzo, Il ritratto di Dorian Gray. In un combattimento per la possessione del poster, Matt O'Dare venne catturato, e l'Ombra lo seguì. All'interno del poster, l'Ombra fu d'accordo nel vendere la sua anima in cambio della liberazione di tutte le anime catturate, ma il demone, incapace di accettare un patto egoista, rilasciò tutti. Dopo di ciò, Matt decise di cambiare pagina e di lasciare il suo passato alle spalle. l'Ombra lo assistette nel suo intento, in parte influenzato dalla rivelazione che O'Dare, in effetti, è la reincarnazione dell'avvocato Scalphunter, un suo vecchio amico.
Un evento particolare della vita dell'Ombra giunse quando incontrò il demone Neron. Questi gli offrì, come fece a tutti i criminali prima di lui, di aumentare i suoi poteri. Tuttavia, l'Ombra vide poca utilità in tale offerta, dato che non aveva bisogno di incrementare la sua già sostanziale fortuna, né di incrementare i suoi poteri ombrosi, e per di più era anche immortale. Neron, arrabbiato dal suo rifiuto, giurò vendetta contro di lui.
Nel corso degli anni, i Ludlow, apparentemente, si erano stancati di tentare di vendicarsi, cosa che l'Ombra interpretò come una tregua. Questa durò finché l'ultima moglie di un Ludlow lo chiamò per parlare, per cercare di convincere suo marito di evitare vendicarsi, cosa che probabilmente lo avrebbe ucciso. l'Ombra rispose all'invito, e solo parlando fece desistere questo Ludlow dal mettere in atto la sua vendetta, seppellendo così un'eredità di odio che andava avanti da quasi un secolo e mezzo.
Un altro punto degno di nota fu quando Goldwave assalì l'Universo DC, depotenziando quasi tutti i supereroi. In un confronto contro Starman, Matt O'Dare, Lanterna Verde, e la Lista dei personaggi di Starman, l'Infernale Dottor Pip, in cui Pip fece quasi saltare in aria una parte di un grattacielo di Opal, l'Ombra comparve all'ultimo istante gettando Pip nelle Darklands, prima che la bomba esplodesse. Nel corso della storia è evidente che i suoi poteri non vennero depotenziati come negli altri supereroi, con una nota che indicò, che forse, nemmeno Dio era in grado di toglierglieli, probabilmente riferendosi alle origini oscure dei suoi misteriosi ed esoterici poteri.
In vari periodi, Culp riuscì a prendere il controllo o riuscì ad influenzarlo. Ad un certo punto, Culp ne prese il pieno controllo e parlò con Jack, e nel processo, fece un errore parlando del nome di una storia di Wilde. Intorno al periodo in cui Jack ritornò dal suo viaggio nello spazio nella storia "Stars, My Destination", Culp riuscì ad assumere, per un lungo periodo di tempo, il pieno controllo del corpo dell'Ombra imprigionando o neutralizzando la maggior parte degli eroi di Opal City, nel tentativo di distruggere l'intera città: il motivo? Culp sapeva che l'Ombra amava moltissimo la sua città, e questo era, per Culp, un buon motivo per distruggerla e di conseguenza vendicarsi di lui. Mettendo insieme una folla di criminali che Jack combatté per tutta la serie, Culp assorbì i poteri dell'Ombra, in aggiunta alla estremamente potente e sempre crescente forza d'ombra che l'Ombra e Dr. Fate avevano esiliato decenni prima, per gettare un incantesimo che gli permise di intrappolare Opal City in un'impenetrabile bolla d'ombra costringendo gli eroi della città a reagire. Molti dei super criminali che aiutarono Culp furono associati alla banda da Neron, dalla ancora-vendicativa figlia di Mist, da una delle ultime Ludlow in vita, e dal figlio del falso eroe Ragno. Questa storia è il climax della serie, raccontata nella storia "Grand Guignol".
l'Ombra, infine, riuscì a liberarsi di Culp, perdendo però, nel corso del processo, i suoi poteri ombrosi. Tuttavia, Culp sottovalutò l'Ombra: fu ingannato nel lasciare un piccolo folletto fatto di ombra leale all'Ombra che venne assorbito dalla sua ombra, "folletto" che condusse ad una battaglia di volontà durante la quale l'Ombra assorbì in sé tutta l'oscurità, lasciando Culp privo di poteri. Poco dopo, Culp tentò di comprare la sua libertà minacciando la giovane Mist, ma nel processo fu ucciso dal vecchio Mist. Questo fu un punto di svolta per l'Ombra, dato che ora aveva la libertà di scelta, fu in grado di discernere il bene dal male, e quindi di decidere se rimanere un criminale o diventare un vero eroe, proteggendo la sua città. Fu presente allo scontro finale con Mist che lasciò l'edificio con Ralph Dibny, Jack, e Theo Kyle Knight.

### Post-Starman
Fin dalla fine della serie di Starman, l'Ombra fu protagonista di numerosi camei in tante altre serie, incluse Green Arrow e JSA e venne inserito nella lista dei criminali che utilizzavano la magia, come Felix Faust o Circe. Fece anche una breve comparsa in, Brave New World del 2006. Durante la Crisi infinita, lo si vide utilizzare i suoi poteri per aiutare i cittadini di Opal City, proteggendo gli edifici in cui abitavano.
Saltò fuori in Justice League: Cry For Justice di Robinson, aspettando il suo vecchio nemico, Jay Garrick, in casa sua. Informò il Super Velocista che il pazzo criminale Prometheus ordinò una serie di attacchi a vari supereroi (inclusi Batwoman, Barry Allen, Crimson Avenger, e Star Girl) al fine di distrarli da un piano ancora più grande. l'Ombra, quindi, accompagnò Garick alla Torre di Guardia della JLA al fine di avvertire gli altri eroi e impedire il disastro. Lui e Jay giunsero nella Torre proprio nel momento in cui Prometheus (travestitosi da Freddy Freeman sconfisse l'intera Justice League) tentò di fuggire. Anche se Jay fu sconfitto facilmente, l'Ombra ebbe serie difficoltà a sconfiggerlo, e infine dovette fermare Donna Troy dall'ucciderlo quando riuscirono a sottometterlo. Tuttavia, l'Ombra creò successivamente dei portali che permisero a Freccia Verde di accedere alla tana oltre-dimensionale di Prometheus, dove l'arciere uccise il criminale per vendicare Star City, lo smembramento del suo protetto Freccia Rossa e la morte della sorella di questi.
Durante La notte più profonda, l'Ombra ebbe una relazione con Hope O'Dare, affermando di esserne innamorato. Dopo una notte passata insieme, l'Ombra e Hope dovettero affrontare David Knight, resuscitato come Lanterna Nera. David riuscì a strappare il cuore dell'Ombra, ma, a causa dei suoi poteri, sopravvisse, incapace di essere ucciso e resistendo alla chiamata dell'anello nero del potere che cercava di tramutarlo in un non-morto. Dopo che David minacciò di uccidere prima Hope e poi Jack, l'Ombra, visibilmente infuriato, utilizzò i suoi poteri per intrappolare la Lanterna Nera nelle terre dell'Ombra, screditando l'avversario, ritenendolo un buffone e un falso, dicendogli che "era privo di una sua luce", e utilizzò il suo stesso cuore come mezzo per legarlo e bandirlo.
Poco dopo gli eventi di "La notte più profonda", l'Ombra venne avvicinata da Barry Allen ed Hal Jordan, e insieme si recarono nella Zona Fantasma dove trovarono il cadavere di Prometheus.
Fu recentemente annunciato da Robinson che è in fase di sviluppo una serie creata solo per l'Ombra.

### Possibili futuri
Durante la storia, "Stars, My Destination" della serie Starman, Jack fu lanciato in un corridoio ombroso da un'Ombra del futuro, attraverso il tempo e lo spazio, dove i poteri dell'Ombra lo sopraffecero a causa di una malattia contratta a causa di Culp, che lo infettò nel corso della loro battaglia finale. La sua ombra iniziò ad espandersi in tutto l'universo minacciando aree protette dalla Legione dei Supereroi. Aiutandolo, l'Ombra futura spiegò come Jack avrebbe potuto fermare tutto ciò utilizzando su di lui e nel passato la sua asta cosmica. Successivamente aprì un altro portale permettendo a Jack di viaggiare di nuovo nel tempo e nello spazio e di raggiungere la sua destinazione, il Throneworld. Nel numero finale di Starman, Jack riesce a fermare la malattia, prima che riuscisse a infettare l'Ombra. Questo evento mutò gli effetti accaduti nel futuro, osservati durante il suo viaggio.
In Starman Annual n. 1, venne mostrato un possibile futuro per l'Ombra, assurto come protettore di un pianeta utopico a centinaia di anni nel futuro. Come per l'Ombra corrente, gli piaceva raccontare storie del suo passato. La tecnologia del pianeta e probabilmente il pianeta stesso, sembravano basati sulla tecnologia dell'asta cosmica di Starman, utilizzata dall'eroe e da tutti i suoi discendenti.

## Poteri e abilità
L'Ombra è al momento il migliore, se non l'ultimo, conduttore del potere delle Darklands, una massa extra-dimensionale quasi senziente di oscurità, malleabile, utilizzabile in vari modi, sia come assenza di luce, che come sostanza solida: può richiamare a sé i demoni e controllarli, creare e dissipare scudi di oscurità completa, creare tutte le varietà di costrutti ombrosi (come Lanterna Verde), trasportare se stesso e gli altri attraverso numerose distanze, e se necessario, la si può inoltre utilizzare come ultimo carcere dimensionale. Infine, la sua esperienza con le ombre gli permette di creare corridoi attraverso il tempo. Questi poteri donarono all'Ombra anche l'immortalità. Oltretutto, i suoi poteri sono così formidabili che persino il Dottor Fate una volta affermò che forse anche lo Spettro avrebbe avuto serie difficoltà a vedersela contro di lui, a causa delle origini del suo potere. È estremamente resistente ai danni, come si poté notare quando una bomba cadde direttamente sopra di lui, lasciandolo appena con qualche graffio. Anche con il suo cuore fuori dal corpo, strappatogli dalla Lanterna Nera David Knight, l'Ombra rimase vivo ed incapace di morire.
La sua sola debolezza, se si può considerare tale, risiede nel fatto che, se perdesse i suoi poteri ombrosi, diventerebbe vulnerabile. Tuttavia, questo può accadere solo se qualcuno sopravvissuto, come lui, all'incidente del 1838 glieli portasse via, o nel caso di una luce così forte da circondarlo, al punto da non riuscire a richiamare le sue ombre. Dato che Simon Culp, l'ultimo noto sopravvissuto dell'evento del 1838 a parte l'Ombra, venne poi ucciso, sembra non esserci rimasto nessuno in grado di prosciugarlo delle sue ombre.

## Ispirazione del personaggio
È probabile che le origini post-Ora Zero dell'Ombra influenzarono la storia La bottega dell'antiquario di Charles Dickens, in cui comparvero un libertino inglese di nome Richard, ed un nano di nome Quilp. Nella continuità, fu suggerito che la storia dell'Ombra invece ispirò Dickens a scrivere La bottega dell'antiquario. James Robinson affermò che prese ispirazione per le maniere dell'Ombra dal modo di parlare dell'attore britannico, del teatro e del piccolo schermo, Jonathan Pryce.

## Altre versioni
- Su Terra 33, esiste un mago di nome Ombra, che possiede anche i suoi poteri. È un membro della Lega degli Sciamani.
- l'Ombra di Terra 3 è una versione alternativa della supereroina Nightshade, di cui condivide il nome e tutti i poteri, indossa anche un cappello e porta un bastone. Fu uccisa da Eve delle Ombre, un'altra controparte di Nightshade. Esiste la possibilità che quest'Ombra sia la versione femminile dell'Ombra Richard Swift, appartenente al mondo dai sessi invertiti di Terra 11.

## Altri media
- L'Ombra comparve nell'episodio in due parti, Una banda pericolosa. In questa versione, i suoi poteri sono un prodotto del suo bastone, che lui chiama "bastone della notte", più similmente ai suoi anni pre-Robinson. Nella sua prima comparsa, Star Sapphire afferma quanto egli sia vulnerabile senza il suo bastone, ma nel periodo in cui si unì alla Società segreta dei supercriminali di Gorilla Grodd, imparò le arti marziali riuscendo a confrontarsi con Batman. Alla fine, però, non riuscì a cavarsela. Sembrò essere attratto da Giganta, che ricambiò il suo affetto. Quando scoprì che la sua collega una volta fu un gorilla ne rimase scioccato, ma poi la guardo e le regalò un sorriso. Comparve come membro della Lega dell'ingiustizia di Lex Luthor. In Un mistero di nome Aresia, l'Ombra comparve come membro della Lega dell'ingiustizia di Aresia. In Società segreta, l'Ombra fu reclutato nella Società segreta di Gorilla Grodd, anche se, in questo periodo, fu scettico del suo successo in quanto per due volte in passato vide i suoi sforzi fallire. Quando la Società Segreta di Grodd fu sconfitta dalla Justice League in un campo di football di fronte a migliaia di persone, l'Ombra affermò «Sapevo che non avrebbe funzionato» prima di tentare la fuga, ed essere fermato da Batman.
- Nella serie animata, Justice League Unlimited, l'Ombra si unì ad una quarta organizzazione anti-Justice League, la nuova Società Segreta di Grodd, successivamente diretta da Luthor. l'Ombra fu mostrato per l'ultima volta nell'episodio "Alive" della serie, dove si mise dalla parte opposta di Luthor durante l'ammutinamento guidato da Grodd. Durante l'ammutinamento, l'Ombra e gli altri criminali opposti a Luthor, vennero congelati da Killer Frost e uccisi da Darkseid.
- L'Ombra appare nella terza stagione della serie televisiva The Flash interpretato da Mike McLeod. In questa versione è un criminale che può viaggiare nell'ombra facendo vibrare le sue molecole.
- L'Ombra appare nella seconda stagione di Stargirl